# Jesuitenkolleg St. Salvator

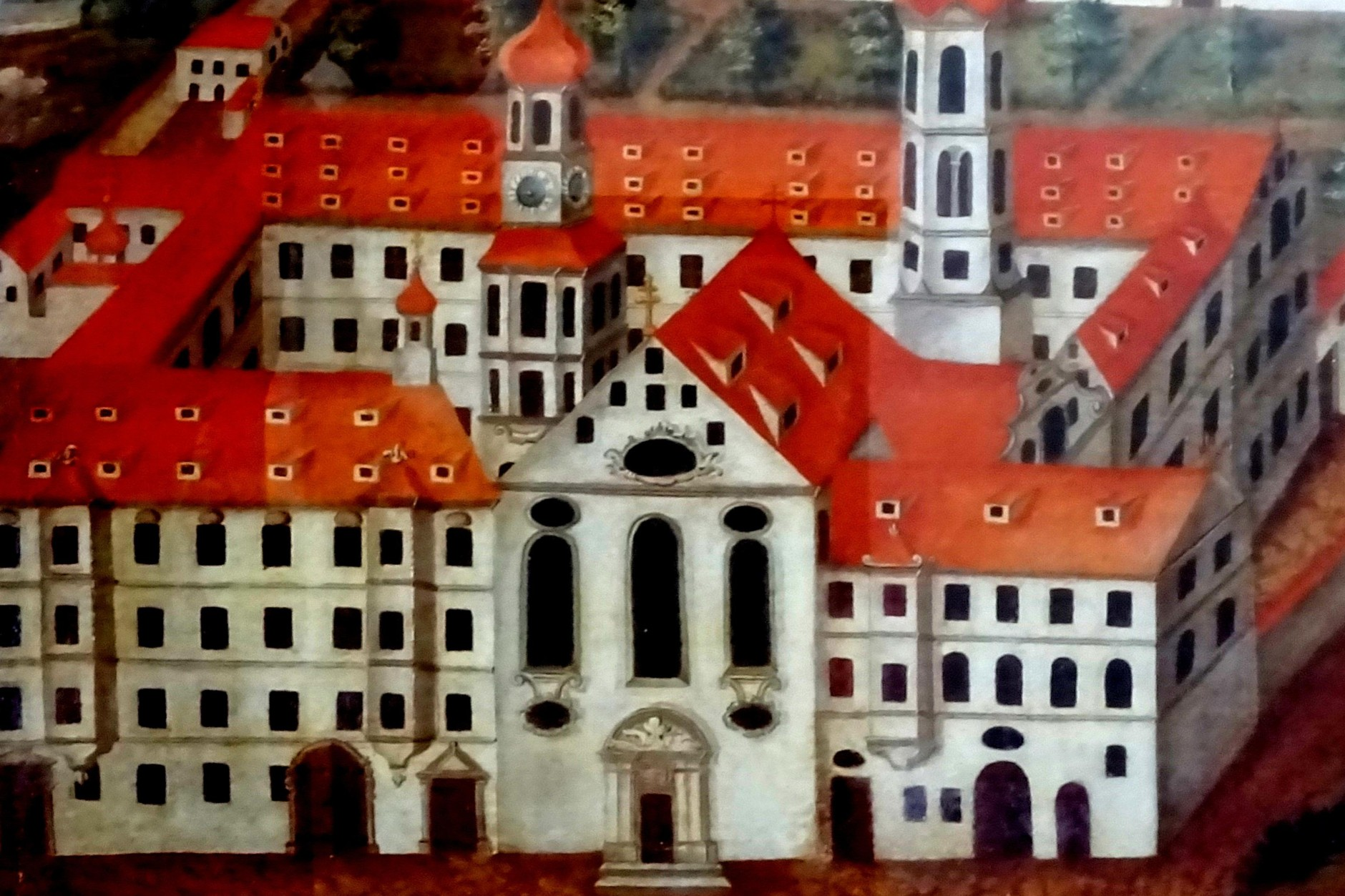
Jesuitenkolleg und Kirche St. Salvator in Augsburg auf einem Gemälde des 17./18. Jahrhunderts

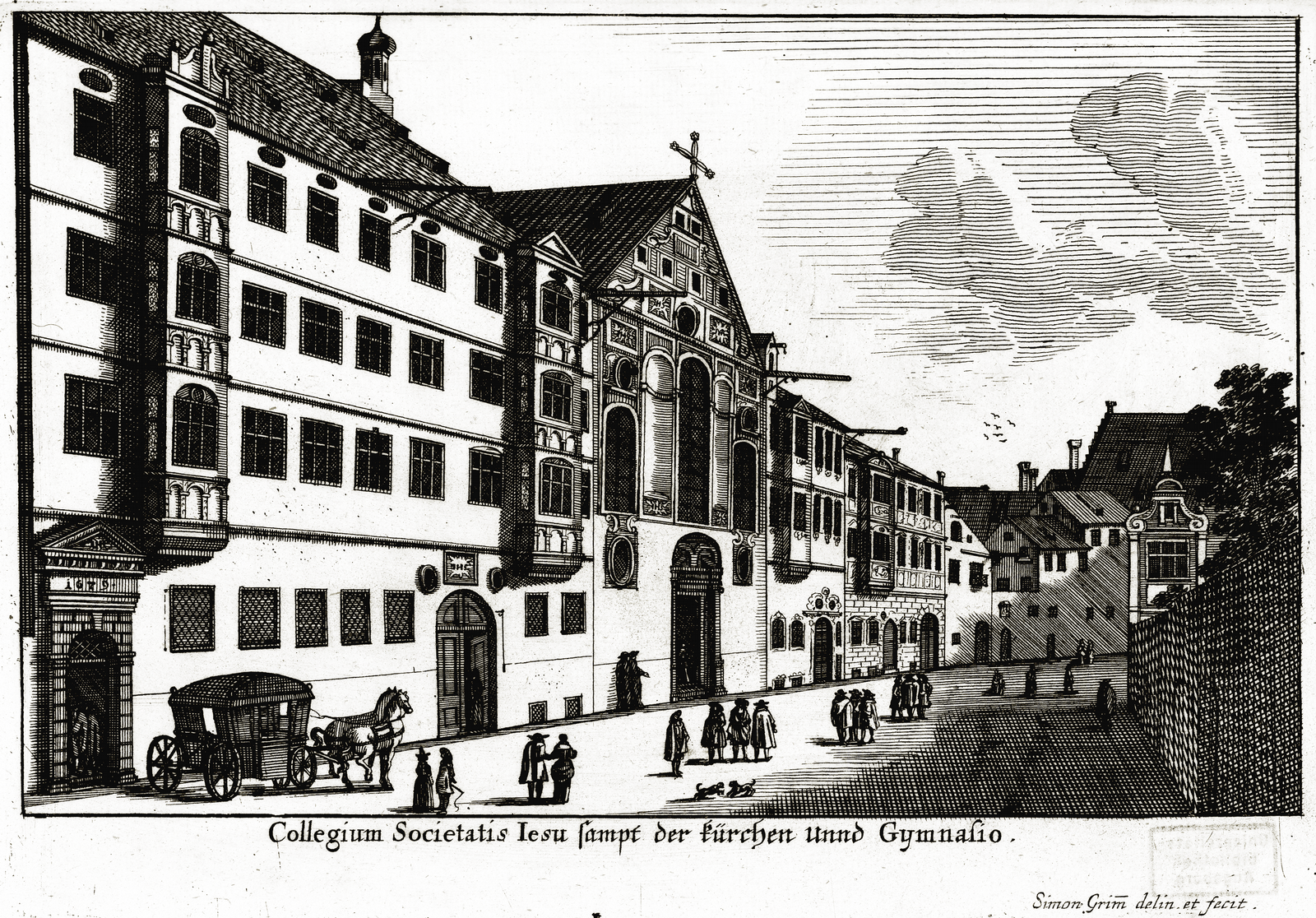
Gymnasium, Kirche, Lyceum und das benachbarte Wohnhaus auf einem Kupferstich von Simon Grimm, 1679.

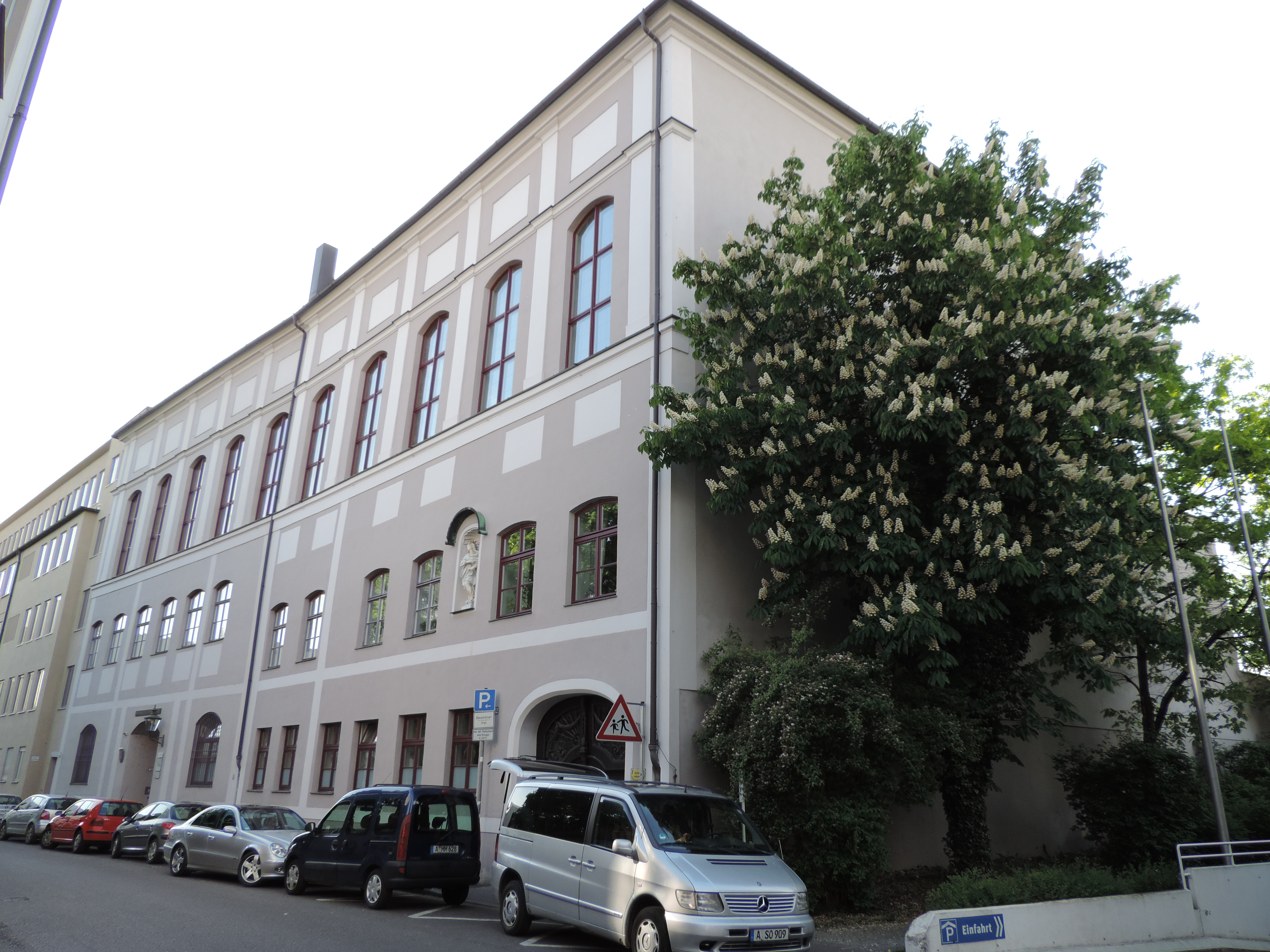
Verbliebener Gebäudetrakt in der Jesuitengasse heute

Das Jesuitenkolleg St. Salvator war ein von 1582 bis 1806 bestehendes Jesuitenkolleg in Augsburg. Es befand sich in der Unteren Stadt nördlich des Doms in der Jesuitengasse.

## Geschichte
Die Neffen des 1579 kinderlos verstorbenen Christoph Fugger stifteten aus seinem Erbe 30.000 Gulden zur Gründung des Jesuitenkollegs. 1581 erfolgte die Grundsteinlegung für das Kolleg Sankt Salvator, wobei die Fugger auch den Baugrund zur Verfügung stellten, und 1582 erfolgte die Eröffnung des Kollegs und 1584 die Fertigstellung der zugehörigen Kirche St. Salvator. 1763 wurde die Anlage durch den Ankauf des an das Lyceum grenzenden Wohnhauses erweitert. Am 6. Dezember 1765 erfolgte die Einweihung der neuen Aula Mariana.
Trotz der Aufhebung des Jesuitenordens im Jahr 1773 bestand das Kolleg bis 1806 weiter. Die verbliebenen Jesuiten verließen die Stadt. Aus dem Vermögen bildete man 1808 einen katholischen Studienfonds (siehe Hofmark Kissing). Die Gebäude dienten zunächst als Kaserne und die Kirche als Reitschule für die Ende 1805 in Augsburg einziehende bayerische Garnison. 1828 wurde die Schule in das Gymnasium bei St. Stephan übergeführt. Fast alle Gebäude wurden im Laufe des 19. Jahrhunderts abgerissen. Erhalten blieb nur die Aula Mariana, der ehemalige Festsaal der Marianischen Kongregation, heute Kleiner Goldener Saal genannt.

## Persönlichkeiten

### Rektoren
- Joseph Mangold (1716–1787), Rektor von 1770 bis 1787
- Maximus Mangold (1722–1797), Rektor von 1787 bis 1797

### Lehrer
- Vitus Pichler (1670–1736), Professor der Theologie
- Ferdinand Reisner (1721–1789), Professor der Rhetorik

### Bekannte Schüler
- Philipp Eduard Fugger (1546–1618), deutscher Handelsherr
- Anton Ginther (1655–1725), katholischer Pfarrer und Dekan in Biberbach
- Johann Ernst Eberlin (1702–1762), Komponist und Organist
- Leopold Mozart (1719–1787), Komponist
- Jakob Wilhelm Benedikt von Langenmantel (1720–1790), Augsburger Patrizier und Stadtpfleger (Bürgermeister)
- Johann Georg von Lori (1723–1787), Beamter, Jurist und Historiker, Mitgründer der Bayerischen Akademie der Wissenschaften
- Jakob Anton von Zallinger zum Thurn (1735–1813), Kirchenrechtler und Philosoph
- Alphons Hafner (1742–1807), Benediktiner, Abt von Ettal
- Johann Christoph von Zabuesnig (1747–1827), Schriftsteller und Bürgermeister von Augsburg
- Karl Klocker OSB (1748–1805), letzter Abt von Benediktbeuern
- Leonhard Bayrer (1749–1802), Jesuit, Moraltheologe und geistlicher Schriftsteller
- Joseph Franz Xaver Stark (1750–1816), katholischer Theologe
- Ulrich Peutinger (1751–1817), Benediktiner, Theologe und Hochschullehrer
- Cölestin Königsdorfer OSB (1756–1840), Abt
- Gregor Leonhard Reiner (1756–1807), Philosoph und Hochschullehrer
- Augustin Stark (1771–1839), Naturforscher, Domherr in Augsburg
- Carl Borromäus Egger (1772–1849), Domherr in Augsburg
- Ignaz Anton Demeter (1773–1842), Erzbischof von Freiburg
- Ignaz Lindl (1774–1845), katholischer Priester
- Pius Alexander Wolff (1782–1828), Schauspieler und Schriftsteller
- Joseph Anton von Pilat (1782–1865), Publizist